# Зеїкою
Зеїкою (рум. Zăicoiu) — село у повіті Горж в Румунії. Входить до складу комуни Денчулешть.
Село розташоване на відстані 189 км на захід від Бухареста, 49 км на південний схід від Тиргу-Жіу, 46 км на північ від Крайови.

## Населення
За даними перепису населення 2002 року у селі проживали 197 осіб, усі — румуни. Усі жителі села рідною мовою назвали румунську.